# Kostjonki-Avdejevacultuur
De Kostjonki-Avdejevacultuur was een archeologische cultuur van het laatpaleolithicum, gedateerd 22 000 - 19 000 v.Chr. Het was de vierde laatpaleolithische cultuur in het Don-gebied, na de Streletski, Telman en Gorodtsovcultuur. Ze maakte deel uit van de zogenaamde Willendorf-Kostjonkiculturen (oostelijk Gravettien), een groep sites en culturen uit het laatpaleolithicum van Midden- en Oost-Europa, verenigd door een aantal gemeenschappelijke materiële en spirituele kenmerken.
De bevolking bestond zowel uit mensen afkomstig uit de Krim (Streletskicultuur) en de Kaukasus (Gorodtsovcultuur), die zich daar al eerder gevestigd hadden, als uit nieuw aangekomen jagers uit Moravië, die het vanwege de klimaatverwarming naar het oosten wegtrekkende wild volgend langs de valleien van de Wisła, Pripjat en Desna tot aan de Don trokken, en daar de materiële cultuur van de plaatselijke stammen vernieuwden.
De belangrijkste sites zijn Kostjonki 1/1, 13, 14, 18, Avdejeva nabij het gelijknamige dorp bij Koersk, Zarajsk in de Oka-vallei, en Berdyzj in de boven-Dnjepr-regio.
De Kostjonki-Avdejevacultuur kenmerkte zich door unieke wooncomplexen: open woonruimtes met een rij vuurplaatsen langs de lange as, omgeven door slaapplaatsen en opslagkuilen. Karakteristiek waren speerpunten met inkepingen aan de zijkant, gerugde klingen, stekers, boren, bladvormige klingen en andere werktuigen. De cultuur liet veel  rijkelijk versierde benen artefacten na. Onder de talrijke vondsten bevinden zich kleine snijwerken van been en mergel, de meest voorkomende daarvan zoömorfe en antropomorfe beeldjes zoals de Venusbeeldjes van Kostjonki.
Het kind Kostjonki-13 werd gedateerd tot 21.020 ± 180 jaar BP.